# Basilia juquiensis
Basilia juquiensis är en tvåvingeart som beskrevs av Guimaraes 1946. Basilia juquiensis ingår i släktet Basilia och familjen lusflugor. Inga underarter finns listade i Catalogue of Life.